# Erythrodiplax clitella
Erythrodiplax clitella är en trollsländeart som beskrevs av Borror 1942. Erythrodiplax clitella ingår i släktet Erythrodiplax och familjen segeltrollsländor. Inga underarter finns listade i Catalogue of Life.